# Maria Wictorsson
Hanna Maria Angela Wictorsson, född 2 mars 1988, är en svensk fotbollsspelare, vars moderklubb är Sandåkerns SK. Wictorsson är spelare i Umeå Södra FF som den 13 oktober 2007 vann mot Ornäs BK med 4-0 och tog därmed steget upp i Allsvenskan 2008.
Hon blev under andra halvan av  2007 värvad till Umeå Södra FF från Sandåkerns SK.